# Lúcio Antônio Saturnino
Lúcio Antônio Saturnino (em latim: Lucius Antonius Saturninus; ? — 89) foi um cônsul sufecto (82) e governador romano da Germânia Superior durante o reinado do imperador Domiciano (r. 81–96). Na primavera de 89, motivado por uma disputa pessoal contra o imperador, liderou uma rebelião conhecida como a Revolta de Saturnino, que envolveu as legiões XIV Gemina e XXI Rapax, acampadas em Mogoncíaco (atual Mogúncia).

## Carreira
Como Saturnino foi sujeitado a uma condenação de damnatio memoriae depois de sua derrota e morte, é difícil reconstruir sua vida antes da revolta. Ronald Syme ofereceu um possível cursus honorum para ele com base em inscrições com rasuras nas datas relevantes. O posto mais antigo seria o de governador da Macedônia, por volta de 76, e depois um possível governo da Judeia entre 78 e 81 — neste mesmo período ele comandou a X Fretensis. Proposto primeiro por Borghesi e aceito por Syme e outros foi o seu consulado em 82 ou 83. A partir de 87 foi governador da Germânia Superior.
Os seus aliados germânicos não puderam unir-se a ele devido ao repentino degelo do Reno e a revolta foi esmagada pelo general Lápio Máximo, que mais tarde queimou as cartas de Saturnino para que ninguém mais fosse implicado. Porém, Domiciano mandou executar diversas pessoas com Saturnino e exibiu suas cabeças na Rostra em Roma. A XXI Rapax foi enviada para a Panônia e Domiciano aprovou uma lei proibindo que duas legiões compartilhassem o mesmo acampamento a partir daí.